# Bulbophyllum rugosum
Bulbophyllum rugosum là một loài phong lan thuộc chi Bulbophyllum.